# Sudamericano de Rugby A 2003
El Sudamericano de Rugby A de 2003 fue un torneo de cuatro selecciones disputado en la ciudad uruguaya de Montevideo participando el local, Argentina, Chile y Paraguay que días antes desplazó a Brasil del torneo en un partido de repechaje. Para Uruguay y Argentina este evento sirvió como entrenamiento para la Copa Mundial de Rugby de 2003 a celebrarse en Australia ya que eran las dos naciones que representaron a Sudamérica. En esta oportunidad se eligió como sedes de los partidos el Estadio Luis Franzini del club  Defensor Sporting que se acondicionó para rugby y el escenario de la URU el Country Los Teros.

## Ronda de clasificación
Existió un partido preliminar entre Paraguay y Brasil para el cuarto y último cupo a tan sólo 5 días del inicio de la competición, Los Yacarés que oficiaron de local en la cancha del Club Universitario de Rugby de Asunción, se quedaron con la contienda y clasificaron al Sudamericano "A" mientras que Los Vitória-régia se resignaron a jugar el Sudamericano "B".
| 22 de marzo                          | Paraguay | 27 - 16 | Brasil | cancha del CURDA, Asunción, Paraguay |                              |
|                                      |          | Reporte |        | Árbitro(s): Martín Rodríguez         | Árbitro(s): Martín Rodríguez |
| Paraguay clasifica al Sudamericano A |          |         |        |                                      |                              |

## Equipos participantes
- Selección de rugby de Argentina (Los Pumas)
- Selección de rugby de Chile (Los Cóndores)
- Selección de rugby de Paraguay (Los Yacarés)
- Selección de rugby de Uruguay (Los Teros)

## Posiciones
| Pos. | Equipo    | Encuentros | Encuentros | Encuentros | Encuentros | Tantos  | Tantos    | Tantos     | Puntos |
| Pos. | Equipo    | jugados    | ganados    | empatados  | perdidos   | a favor | en contra | diferencia | Puntos |
| ---- | --------- | ---------- | ---------- | ---------- | ---------- | ------- | --------- | ---------- | ------ |
| 1    | Argentina | 3          | 3          | 0          | 0          | 225     | 3         | + 222      | 9      |
| 2    | Uruguay   | 3          | 2          | 0          | 1          | 73      | 52        | + 21       | 7      |
| 3    | Chile     | 3          | 1          | 0          | 2          | 118     | 69        | + 49       | 5      |
| 4    | Paraguay  | 3          | 0          | 0          | 3          | 7       | 299       | - 292      | 3      |

Nota: Se otorgan 3 puntos al equipo que gane un partido, 2 al que empate y 1 al que pierda

## Resultados[5]

### Primera Fecha
| 27 de abril | Argentina | 144 - 0 | Paraguay | Estadio Luis Franzini, Montevideo, Uruguay |                                  |
|             |           | Reporte |          | Árbitro(s): Andrés Herbozo Chile           | Árbitro(s): Andrés Herbozo Chile |

| 27 de abril | Uruguay | 20 - 13 | Chile | Estadio Luis Franzini, Montevideo, Uruguay |  |
|             |         | Reporte |       |                                            |  |

### Segunda Fecha
| 30 de abril | Argentina | 49 - 3  | Chile | Country Los Teros, Ciudad de la Costa, Uruguay |                                      |
|             |           | Reporte |       | Árbitro(s): Santiago Slinger Uruguay           | Árbitro(s): Santiago Slinger Uruguay |

| 30 de abril | Uruguay | 53 - 7  | Paraguay | Estadio Luis Franzini, Montevideo, Uruguay |  |
|             |         | Reporte |          |                                            |  |

### Tercera Fecha
| 3 de mayo | Chile | 102 - 0 | Paraguay | Estadio Luis Franzini, Montevideo, Uruguay |  |
|           |       | Reporte |          |                                            |  |

| 3 de mayo | Uruguay | 0 - 32  | Argentina | Estadio Luis Franzini, Montevideo, Uruguay |                                  |
|           |         | Reporte |           | Árbitro(s): Andrés Herbozo Chile           | Árbitro(s): Andrés Herbozo Chile |

| Bandera de Argentina   |
| Campeón Argentina      |
| Vigésimo cuarto título |